# 达尼埃尔·帕萨雷拉
达尼埃尔·帕萨雷拉（Daniel Alberto Passarella，1953年5月25日—）乃一名阿根廷前足球員，現為足球教練。球員時代的他司職中堅，轉任教練後則執教過阿根廷國家隊和烏拉圭國家隊。

## 生涯
达尼埃尔·帕萨雷拉在球員時代擔任後衛，並早於1974年便代表國家隊，為國家隊隊長。1978年世界杯阿根廷贏得冠軍，當時达尼埃尔·帕萨雷拉正是冠軍隊員之一。1982年開始遠赴意大利，先後效力費倫提那和國際米蘭。1988年重返阿根廷，隨後宣佈退休。
帕萨雷拉虽然司职中后卫，但擅于主罚定位球，而且得分能力极强，曾經是世界后卫进球的保持者，該紀錄日後被荷蘭名將科曼打破。
退休後的达尼埃尔·帕萨雷拉曾擔任過阿根廷國家隊教練，帶領國家隊打進1998年世界杯。在任期間巴薩里拉素以紀律嚴謹見稱，對大牌球星一向極不客氣。像球員巴迪斯圖達向來愛以長頭髮示人，但巴薩里拉卻不容許，結果令巴迪斯圖達有一段時間沒有召入國家隊。
世界杯後巴薩里拉曾執教過烏拉圭國家隊，之後再轉教多家歐洲、阿根廷及其他拉丁美洲球會。2004年他入選為FIFA 100成員之一。

## 榮譽

### 球員年代
河床
- 阿根廷足球甲級聯賽冠軍：1975年Met，1975年Nac，1977年Met，1979年Met，1979年Nac，1980年Met，1981年Nac

阿根廷
- 國際足協世界盃冠軍：1978年，1986年

### 教練年代
河床
- 阿根廷足球甲級聯賽冠軍(3次)：1989-90年，1991-92年(第一季)，1993-94年(第一季)

蒙特雷
- 墨西哥甲組足球聯賽冠軍(1次)：2003年Clausura